# Vertigo asociado a migraña
El vértigo asociado a migraña (VAM o MAV por sus siglas en inglés) es el vértigo asociado con una migraña, ya sea como un síntoma de la migraña o como trastorno neurológico relacionado; cuando se hace referencia como una enfermedad en sí misma, también se denomina migraña vestibular, vértigo migrañoso o vestibulopatía relacionada con la migraña.
En un informe de 2010 de la Universidad de Columbia Británica, publicado en la revista Headache, se afirmaba que «...se está convirtiendo en un diagnóstico popular para los pacientes con vértigo recurrente». A pesar de que algunos autores consideran que «la migraña asociada vértigo, no es ni clínicamente, ni biológicamente plausible como una variante de la migraña». Los estudios epidemiológicos no dejan lugar a duda de que existe un fuerte vínculo entre el vértigo y la migraña.